# Ascorhynchidae
Famille
Les Ascorhynchidae sont une famille de pycnogonides.

## Liste des genres
Selon World list of Pycnogonida du World Register of Marine Species (11 septembre 2013):
- genre Ascorhynchus Sars, 1878
- genre Bathyzetes Stock, 1955
- genre Boehmia Hoek, 1881
- genre Calypsopycnon Hedgpeth, 1948
- genre Eurycyde Schiödte, 1857
- genre Heterofragilia Hedgpeth, 1943
- genre Nymphonella Ohshima, 1927
- genre Pycnofragilia Stock, 1974

## Référence
- Hoek, 1881 : Report on the Pycnogonida, dredged by H.M.S. Challenger during the years. 1873-1876. Report on the scientific results of the voyage of H.M.S. Challenger during the years 1873-76. Challenger zoological reports, vol. 3, p. 1-167 (texte original)

1. ↑  'World list of Pycnogonida' du 'World Register of Marine Species', consulté le 11 septembre 2013.